# Трембита (капелла)
Трембита (Заслуженная государственная академическая капелла Украины «Трембита») — украинский музыкальный коллектив (капелла), исполняющий народную музыку.

## История
Смешанный хор «Трембита» был создан во Львове 1940 году на основе любительского мужского хора, которым до этого на протяжении нескольких лет руководил дирижёр Дмитрий Котко (некоторое время этот также хор носил название «Трембита»). Котко стал и первым руководителем нового коллектива, однако в том же году ему на смену был назначен прибывший из Киева Пётр Гончаров.

## Награды и заслуги
- В 1951 году удостоена звания заслуженной капеллы УССР.
- Почётная грамота Президиума Верховного Совета РСФСР (5 июня 1969 года) — за большой вклад в развитие и укрепление взаимосвязей братских национальных культур и активное участие в проведении Декады украинской литературы и искусства в РСФСР[1].
- Национальная премия Украины имени Тараса Шевченко (1995) — за концертные программы (1992—1994).

## Руководители
- А. Н. Сорока (с 1940 года).
- Н. Ф. Колесса (с 1946 года).
- П. И. Муравский (с 1948 года).
- В. Пекарь (с 1965 года).
- И. Жук (с 1979 г.)
- О. Цигилык (с 1986 г.)

С 1990 года и по настоящее время руководителем капеллы является Николай Кулик.